# 안필수
안필수(1916~1998)는 대한민국의 정치인이다. 아호는 "소하"이며 前 통일사회당 총재이다.
일제 강점기에 독립운동의 일환인 “경성방송국 단파방송 사건”으로 서대문 형무소에 투옥되고 고문을 당하는 등의 광복과 독립을 위한 투쟁을 벌였고, 해방되자 일찍이 노동운동에 헌신하여 6.25 전쟁 당시에는 부산부두노동조합의 부위원장으로 군수물자 하역의 핵심 인물로서 성공적인 활약을 하였고, 휴전된 후에는 노동조합 운동을 기반으로 민주사회주의를 지향하는 혁신계의 정치인이 되었고, 4.19 학생 혁명 후에는 통일사회당을 주도적으로 창당하고 정치적 사회적 혁신운동을 꾸준히 펼치다 5.16으로 말미암아 투옥되어 미결수로 구금되었다. 출감 후에 다시 통일사회당을 재건하여 혁신운동을 펼치며 “남북의 관계 개선과 평화 통일을 주장” 하면서 많은 정치적 핍박을 받았다. 한편으로는 민주화 추진 운동을 하며 “민주회복 국민회의 선언”에 혁신계 대표로 동참했다. 
안필수의 인간성은 스스로를 내세우지 않고, 스스로의 작은 공을 부풀리지 않으며 늘 겸손하여 자신의 공이 있음에도 감추려한 모습을 보인다. 청년시절에 벌였던 만주에서의 독립활동을 차치하고 경성방송국 단파방송 사건만으로도 독립유공자의 대우를 충분히 받을 수 있었음에도 불구하고 독립유공자로서의 혜택을 신청하지 않았음도 스스로를 낮추려한 결과로 보인다.